# Ciuri, ciuri
Çiuri, çiuri è una delle canzoni popolari siciliane più famose di sempre, assieme a Vitti 'na crozza. L'autore dei testi è sconosciuto, mentre la musica fu scritta da Francesco Paolo Frontini nel 1883. Il titolo vuol dire "Fiori, fiori" in italiano; a seconda dei dialetti, la parola "çiuri" può diventare anche "sciuri".

## Reinterpretazioni
Il brano, nel tempo, è stato reinterpretato da molti artisti, come Fiorello, Mina (in Extra Mina Vol. 1 e Signori... Mina! vol. 3), o Roy Paci & Aretuska in (Tuttapposto), nonché da Otello Profazio noto cantautore calabrese.
Nel 1964 Gabriella Ferri e Luisa De Santis ne hanno inciso una rielaborazione dal titolo Sciuri Sciuri (Ferri-De Santis).
Il duo di Dj tedeschi, Bodybangers, ha pubblicato una versione EDM del brano nel dicembre 2018.
Diletta Leotta l'ha reinterpretata durante la finale del Festival di Sanremo 2020 sulla base del noto brano Lose Yourself del rapper statunitense Eminem.

## Cinema
La canzone è cantata per la prima volta nella pellicola Vulcano (1950) di William Dieterle da Anna Magnani con un attore, modificandone in parte il testo tramandato. Più tardi, Franco Franchi canta con la chitarra nel film 002 Operazione Luna (1965) e nel Principe coronato cercasi per ricca ereditiera (1970). Nino Rota inserisce ne Il padrino - Parte II (1974) un medley Senza Mama/Ciuri-Ciuri/Napule Ve Salute in un frammento suonato dalla banda. Nel 1975 il gruppo folk de «I Mammasantisisma» intona il brano nel film Il fidanzamento con Lando Buzzanca. A denti stretti Vittorio Gasmann accenna alla canzone alla fine del film Come una rosa al naso del 1976 per sdrammatizzare su una notizia appena scoperta.  Nel film Fantozzi alla riscossa, l'orologio dato dai mafiosi contiene la celebre melodia.
Un cenno al brano come battuta nei dialoghi della scena del taxi, mutando il testo in Sushi sushi, è nel film Tu la conosci Claudia? (2004), diretto da Massimo Venier. 
La versione strumentale di Santi Pulvirenti fa parte del film di Pif La mafia uccide solo d'estate (2013).

## Curiosità
Durante il secondo weekend dell'edizione 2018 del celebre festival di musica elettronica Tomorrowland (27/28/29 luglio 2018), il deejay siciliano Angemi ne ha effettuato un remix ascoltabile a partire dal minuto 41:34 del suo deejay-set, caricato sul canale YouTube ufficiale del festival. Il brano, in collaborazione con Mariana Bo, è stato rilasciato con etichetta Smash The House il 12 ottobre 2018.